# Namibias riksvapen
Namibias riksvapen består av en sköld i flaggans färger. Sköldhållarna är två gemsbockar – symboler för mod. Under skölden visas en welwitschia, en för landet typisk ökenväxt, som representerar nationens styrka och ståndaktighet. En skrikfiskörn griper med sina klor om ett band prytt med diamanter – en av landets viktigaste naturtillgångar.